# Schwabach
Schwabach é uma cidade da Alemanha localizada na região administrativa da Média Francónia, estado de Baviera.
Schwabach é uma cidade independente (Kreisfreie Städte) ou distrito urbano (Stadtkreis), ou seja, possui estatuto de distrito (kreis).